# Камнев, Владимир Михайлович
Влади́мир Миха́йлович Ка́мнев (род. 5 июня 1960, Калининградская область) — советский и российский философ

, специалист в области философской антропологии, истории русской философии и философии истории. Профессор кафедры философской антропологии Института философии СПбГУ. Доктор философских наук, профессор.

## Биография
Родился в городе Балтийске в семье военного.
В 1987 году окончил философский факультет. Преподаёт с 1995 года.
В 1994 году  защитил диссертацию на соискание учёной степени кандидата философских наук по теме «Русская идея в русской религиозной философии 19 века» (специальность 09.00.03 — «История философии»).
В 2010 году защитил диссертацию на соискание учёной степени доктора философских наук по теме «Исторические формы и религиозно-философские основания русского консерватизма» (специальность 09.00.03 — «История философии»).
В 2011 году присвоено учёное звание профессора.
Профессор кафедры философской антропологии философского факультета СПбГУ.
Член редакционной коллегии «Социологического обозрения»; «Вестника Харьковского университета»; «Вестника Брестского университета».
Осенью 1992 года (будучи аспирантом 1-го курса философского факультета ЛГУ) становится заместителем директора Ленинградского отделения издательства «Наука» (1992—2012), затем директором (2012—2017). Основатель (совместно с А.П. Мельниковым) и руководитель издательства «Владимир Даль» – с осени 1998 года.
Осенью 1992 года открывает серию философской классики «Слово о сущем» — (1-й том — Г.В.Ф. Гегель «Феноменология духа» — ноябрь 1992 г.). Член редколлегий серий — «Мировая ницшеана», «Русская государственная мысль», «Политическая теология», «Архив политической мысли», «Дневники 20-го века», «Полис».
Инициатор (совместно с А.П.Мельниковым) и член Редакционной коллегии академического Полного собрания сочинений и писем К.Н. Леонтьева в 12-ти тт.(24 книгах) — единственного академического полного собрания сочинений автора, вышедшего в постсоветскую эпоху.
В марте 2022 года подписал обращение сотрудников СПбГУ в поддержку российского вторжения в Украину.
Автор более 150 статей, семи монографий и учебных пособий.
Область интересов: история русской философии, философия истории, философская антропология.

## Научные труды

### Монографии
- Камнев В. М. Политическая философия русского консерватизма / В. М. Камнев, И. Д. Осипов. — СПб.: Владимир Даль, 2017. — 255 с. — ISBN 978-5-93615-188-0.
- Камнев В. М. Русский дискурс и идея человека в творчестве Ф. М. Достоевского. — СПб.: Русский Мiръ, 2012. — 86 с. — ISBN 978-5-904088-32-3.
- Камнев В. М. Парадигмы консервативной мысли. — СПб.: Русский Мiръ, 2013. — 92 с. — ISBN 978-5-904088-31-6.
- Камнев В. М. Русская консервативная мысль ХIХ — начала XX века: опыт типологии. — СПб.: Наука, 2012. — 159 с. — ISBN 978-5-02-037146-0.
- Камнев В. М. Хранители и пророки. Религиозно-философское содержание русского консерватизма. — СПб.: Наука, 2010. — 470 с. — (Слово о сущем). — ISBN 978-5-02-025441-1.

### Статьи
- Камнев В. М. О понятии медиаобразования // Вопросы философии. — 2020. — № 3. — С. 9—12. — doi:10.21146/0042-8744-2020-3-9-12.
- Камнев В. М., Быстров В. Ю. Вульгарный социологизм: история концепта // Социологическое обозрение. — 2019. — Т. 18, № 3. — С. 286—308. — doi:10.17323/1728-192x-2019-3-286-308.
- Камнев В. М. и др. Русская философия в современном мире: контексты актуальности. Материалы «круглого стола». Участники: Б. И. Пружинин, С. И. Дудник, А. А. Грякалов, А. А. Ермичёв, К. Г. Исупов, В. М. Камнев, Н. В. Кузнецов, А. В. Малинов, И. Д. Осипов, В. В. Савчук, Е. Г. Соколов, Т. Г. Щедрина // Вопросы философии. — 2017. — № 4. — С. 116—138.
- Камнев В. М., Быстров В. Ю., Дудник С. И. Политики дружбы в русской религиозной философии // Социологическое обозрение. — 2016. — Т. 15, № 4. — С. 111—126.
- Камнев В. М., Быстров В. Ю., Дудник С. И. Русская религиозная геософия: опыт историко-философской реконструкции // Социологическое обозрение. — 2016. — Т. 15, № 3. — С. 150—172.
- Камнев В. М., Дудник С. И. О простоте истории и хитрости мирового разума // Вопросы философии. — 2015. — № 10. — С. 21—29.
- Камнев В. М., Дудник С. И. Метафизика бездомности: русская консервативная мысль в ситуации постмодерна // Вопросы философии. — 2015. — № 1. — С. 14—22.